# セルゲイ・アントーノフ
セルゲイ・ペトローヴィチ・アントーノフ（ロシア語: Сергей Петро́вич Анто́нов, 1915年5月16日（ユリウス暦5月3日） - 1995年4月29日）は、ソビエト連邦の小説家。
レニングラード自動車道路学校卒業後、土木技師となる。1947年に短編『春』でデビューし、文筆生活に入る。アントン・チェーホフに影響された簡潔で叙情的な文体が支持され、1950年に発表した中短編集『街道を自動車が行く』で1951年のスターリン賞を受賞、作家としての地位を確立した。1952年の短編『雨』以降はスターリン死後の社会問題を題材に取るようになる。この時期の作品に『ペニコヴォの出来事』（1956年）や『色とりどりの石』（1959年）がある。その後の中編『アリョンカ』（1960年）や『裂かれた1ルーブル』（1966年）は、内容が社会主義リアリズムに反するとして保守派の反発を受けた。また、1967年にはアレクサンドル・ソルジェニーツィンが第4回作家同盟大会に送付した検閲廃止を訴える公開状に同調を表明した。
その後評論に転じたが、小説家としても晩年まで作品を発表した。